# Makeni
Makeni è una città della Sierra Leone. È la più grande città dalla Provincia del Nord e capoluogo del Distretto di Bombali.
La città è conosciuta per il mercato e per la moschea, la quale durante la guerra civile fu sede del Fronte Rivoluzionario Unito. La città tra l'altro è sede della diocesi omonima.
La più grande e più popolare squadra di calcio di Makeni è il Wusum Stars, la quale partecipa al Campionato di calcio della Sierra Leone.